# Komárom (comitaat)
Het comitaat Komárom (Hongaars: Komárom vármegye, Latijn: comitatus Comaromiensis) is een historisch comitaat in Hongarije. Het comitaat bestond tussen de 11e eeuw en 1920. Tussen 1938 en 1945 heeft het weer even bestaan, doordat het zuiden van Slowakije in deze periode door Hongarije bezet was.
Het gebied werd eerst bestuurd vanuit de vesting Komárom, en later vanuit de gelijknamige stad. De Oostenrijkers wilde van de vesting de sterkste van Opper-Hongarije maken wegens zijn strategische ligging bij de monding van de Váh in de Donau. Het zuidelijke deel van het comitaat is na 1920 tot Hongarije blijven behoren en is thans een onderdeel van het comitaat Komárom-Esztergom.

## Ligging
Het comitaat grensde in het noorden aan het comitaat Nyitra, in het noordoosten aan het comitaat Bars, in het oosten aan het comitaat Esztergom, in het zuidoosten een klein stukje aan het comitaat Pest-Pilis-Solt-Kiskun, in het zuiden aan het comitaat Fejér, in het zuidwesten aan het comitaat Veszprém, in het westen aan het comitaat Győr en in het noordwesten aan het comitaat Pozsony.
De rivieren de Váh, de Nitra en de Donau stromen door het gebied, en de Donau vormt hier nu de natuurlijke grens tussen Hongarije en Slowakije. Met anderen woorden: het comitaat is in tweeën gesplitst. Een noordelijk deel boven de Donau is tegenwoordig Slowaaks, het zuidelijke deel Hongaars. De oude hoofdstad is hierdoor in twee landen komen te liggen: Komárno in Slowakije en Komárom in Hongarije.

## Deelgebieden
| Deelgebieden (járások)                  | Deelgebieden (járások)                 |
| Deelgebied                              | Hoofdstad                              |
| --------------------------------------- | -------------------------------------- |
| Csallóköz                               | Nemesócsa, tegenwoordig Zemianska Olča |
| Udvard, tegenwoordig Dvory nad Žitavou  | Ógyalla, tegenwoordig Hurbanovo        |
| Gesztes, tegenwoordig Várgesztes        | Nagyigmánd                             |
| Tata                                    | Tata                                   |
| Stadsdistrict (rendezett tanácsú város) |                                        |
| Komárom, tegenwoordig Komárno           |                                        |

Komárom (deels Hongaars/deels Slowaaks), Zemianska Olča, Dvory nad Žitavou en Hurbanovo liggen tegenwoordig in Slowakije, de andere deelgebieden in Hongarije.